# Кузнецов, Павел Маратович
Па́вел Мара́тович Кузнецо́в (род. 10 августа 1958, Москва, РСФСР, СССР) — советский и российский дипломат. Чрезвычайный и полномочный посол (2013).

## Биография
В 1980 году окончил МГИМО МИД СССР и поступил на дипломатическую работу в министерство иностранных дел СССР.
С 1980 по 1985 год трудился в качестве сотрудника посольства СССР в Финляндии.
С 1991 по 1996 год вторично находился в командировке в качестве сотрудника посольства России в Финляндии.
С 1997 по 1999 год был в должности заместителя директора Второго Европейского департамента МИД России.
С 1999 по 2004 год был советником-посланником Посольства России в Эстонии.
С 2004 по 2006 год трудился в должности заместителя директора Департамента внешнеполитического планирования МИД России, а с июля 2006 по 2010 год — директор Второго Европейского департамента МИД России.
С 20 апреля 2010 по 10 сентября 2014 года был в должности чрезвычайного и полномочного посла Российской Федерации в Словакии.
С 2014 по 2017 год был директором Генерального секретариата (Департамента) МИД России.
С 14 августа 2017 года — чрезвычайный и полномочный посол Российской Федерации в Финляндской Республике.

## Семья
- Отец — Марат Николаевич Кузнецов (род. 25 июня 1926, Москва) — чрезвычайный и полномочный посланник 1 класса. С декабря 1944 по май 1945 года служил рядовым связистом-телефонистом взвода связи второго батальона 381-го стрелкового полка 61-й отдельной стрелковой дивизии внутренних войск НКВД в составе 2-го Украинского фронта. Принимал участие в боях в Венгрии. С 1946 по 1950 год служил в пограничных войсках: окончил школу сержантского состава в городе Вилок Закарпатской области УССР, служил на 5-й пограничной заставе 14-го погранотряда Закарпатского пограничного округа. Принимал участие в ликвидации формирований бандеровцев. После окончании МГИМО МИД СССР, с 1957 года находился на дипломатической работе. Окончил Высшую дипломатическую школу МИД СССР. Награждён орденами Трудового Красного Знамени, Отечественной войны II степени, Дружбы народов, «Знак Почета», чехословацким орденом Белого Льва II степени, отечественными и иностранными (Чехословакия, Болгария) медалями. Отмечен Почётной грамотой Президиума Верховного Совета РСФСР.
- Женат, имеет сына.

## Награды
- Орден Почёта (16 ноября 2006) — за большой вклад в подготовку и проведение встречи глав государств и правительств стран — членов «Группы восьми» в городе Санкт-Петербурге[4].
- Орден Дружбы (5 апреля 2017) — за вклад в реализацию внешнеполитического курса Российской Федерации и многолетнюю добросовестную работу[5]
- Орден Александра Невского (4 сентября 2023) — за большой вклад в реализацию внешнеполитического курса Российской Федерации и многолетнюю добросовестную дипломатическую службу[6].

## Дипломатический ранг
- Чрезвычайный и полномочный посланник 2 класса (24 апреля 2003)[7]
- Чрезвычайный и полномочный посланник 1 класса (28 ноября 2007)[8]
- Чрезвычайный и полномочный посол (23 апреля 2013)[9]